# 아부 니달
아부 니달(Abu Nidal, 본명: Sabri Khalil al-Banna, 아랍어: صبري هليل البنا, 1937년 5월 – 2002년 8월 16일)은 팔레스타인 무장 세력인 파타: 혁명위원회(Fatah: The Revolutionary Council, 아랍어: تح المجلس الثوري)의 창립자이다. 아부 니달 조직(Abu Nidal Organization, ANO)으로 더 잘 알려진 그룹이다. 1970년대와 1980년대 전투성이 최고조에 달했을 때 ANO는 팔레스타인 그룹 중 가장 무자비한 그룹으로 널리 간주되었다.
아부 니달("투쟁의 아버지"라는 뜻)은 팔레스타인 해방기구(PLO) 내 야세르 아라파트의 파타 세력에서 분리된 후 1974년 10월 ANO를 결성했다. 프리랜서 계약자로 활동하는 Abu Nidal은 20개국에서 공격을 명령하여 300명 이상이 사망하고 650명 이상이 부상을 입은 것으로 추정된다. 이 그룹의 작전에는 무장 괴한들이 승객들에게 동시 총격을 가한 1985년 12월 27일 로마와 비엔나 공항 공격도 포함되었다. El Al 매표소에서 20명이 사망했다. 아부 니달의 전기 작가인 패트릭 실(Patrick Seale)은 총격 사건에 대해 "무작위의 잔인 함으로 인해 전형적인 아부 니달 작전으로 표시되었습니다"라고 썼다.
아부 니달은 2002년 8월 바그다드 아파트에서 총격 사건이 발생한 뒤 사망했다. 팔레스타인 소식통은 그가 사담 후세인의 명령에 따라 살해됐다고 믿었고, 이라크 관리들은 그가 심문 중에 자살했다고 주장했다. 데이비드 허스트(David Hirst)는 그의 사망 소식에 대해 가디언지에 "그는 사이코패스로 변한 애국자였다"고 썼다. "그는 자신만을 섬겼고, 그를 끔찍한 범죄에 몰아넣은 뒤틀린 개인적 충동만을 섬겼다. 그는 최고의 용병이었다."라고 적었다.